# Філогінія
Філогіні́я (грец. φίλος (philos) — «любити», + «γυνή (gyné)» — «жінка», англ. philogyny) — ніжність, любов чи захоплення по відношенню до жінок. Антонім до слова мізогінія. Філогінію не слід плутати з гінефілією, сексуальним чи романтичним потягом до жінок чи фемінності, чиїм антоніном є гінофобія. Паралельними грецькими похідними щодо людей загалом є філантропія та мізантропія, а для чоловіків філандрія та мізандрія. 
Цицерон описує, що слово використовувалося у грецькій філософії для означення особи, яка була незмірно залюблена в жінках, що поряд з мізогінією розглядалося як хвороба.
Крістіан Грос-Грін (Christian Groes-Green) доводить, що концептуальне наповнення поняття філогінії має розвиватися як альтернатива до поняття мізогінії. Контраверсуючи теорію гегемонної маскулінності (R.W. Connell), він вказує, як філогінна (тобто дружня до жінок) маскулінність розігрується серед молоді Мапуту, Мозамбік.